# Volo Balkan Bulgarian Airlines 013
Il 7 marzo 1983, il volo Balkan Bulgarian Airlines 013, operato da un An-24, fu dirottato da quattro dirottatori che chiedevano di dirigersi in Austria.

## L'aereo
L'aereo coinvolto era un Antonov An-24, targato LZ-AND con numero di serie del produttore 77303301. L'aereo ha volato per la prima volta nel 1968.

## Il dirottamento
Un An-24 della Balkan Bulgarian Airlines è stato dirottato poco dopo il decollo alle 18:00 ora locale per un volo di linea da Sofia a Varna. Quattro uomini, di età compresa tra 17 e 22 anni (Lachezar Ivanov, Valentin Ivanov, Krasen Gechev e Ivaylo Vladimirov), tirarono fuori dei coltelli e presero in ostaggio i 40 passeggeri e l'equipaggio. Dissero ai passeggeri di essere criminali recidivi recentemente fuggiti e minacciarono di depressurizzare l'aereo se avessero tentato di disarmarli o impedire di prendere il controllo dell'apparecchio.
I dirottatori minacciarono l'assistente di volo e pretesero che l'aereo fosse dirottato su Vienna. Un passeggero è stato inviato nella cabina di pilotaggio per comunicare le proprie richieste al pilota, che a sua volta le trasmise alle autorità locali e ricevette l'ordine di fingere di ottemperare alle richieste, rimanendo in realtà sulla rotta per Varna. Nel frattempo, le autorità tolsero tutta l'energia elettrica a Varna, per impedire ai dirottatori di riconoscere la costa del Mar Nero.
Dopo l'atterraggio all'aeroporto di Varna, un agente di polizia bulgaro e un impiegato dell'aeroporto, che parlava correntemente il tedesco, si travestirono da personale aeroportuale austriaco mentre tentavano di convincere i dirottatori che erano a Vienna e di attirarli fuori dall'aereo. I dirottatori chiesero a un traduttore di negoziare la loro resa, finché uno di loro notò che l'agente di polizia travestito indossava una giacca di pelle di fabbricazione bulgara, cosa che li portò nel panico, e minacciarono di iniziare a giustiziare gli ostaggi.
A questo punto l'equipaggio riuscì a far salire a bordo dell'Antonov quattro commando attraverso uno sportello nel bagagliaio. I commando presero d'assalto l'aereo, disarmarono e arrestarono tre dei dirottatori. L'unico dirottatore rimasto, Valentin Ivanov, si era chiuso nel bagno dell'aereo e aveva minacciato di uccidere l'assistente di volo.
Altri due commando entrarono nell'aereo attraverso il portellone d'imbarco, presero a calci la porta del bagno e spararono a Ivanov mentre tentava di uccidere il suo ostaggio. Ivanov fu l'unica vittima dell'incidente. L'assistente di volo, che aveva riportato una ferita al collo e sanguinava copiosamente, è stata rapidamente trasportata in un vicino ospedale dove si riprese completamente.

## Nella cultura di massa
L'incidente è stato descritto nell'episodio 8 della stagione 23 della serie di documentari canadese Indagini ad alta quota, intitolato Inganno mortale.